# 오바마정 (후쿠이현)
오바마정(小浜町)은 후쿠이현 오뉴군에 있던 정이다. 현재의 오바마시 중심부에 해당한다.

## 역사
- 1889년 4월 1일 - 정촌제 시행에 의해 오뉴군 오바마정이 성립하였다.
- 1935년 4월 1일 - 운빈촌, 니시즈촌을 합병하였다.
- 1951년 4월 30일 - 구치나타촌, 나카나타촌, 구니토미촌, 이마토미촌, 마쓰나가촌, 오뉴촌과 합병해 오바마시가 성립하였다.

## 교통

### 철도
일본국유철도 오바마선 오바마역이 인접한 이마토미촌에 소재한다.

### 도로
- 국도 제27호선

## 참고문헌
- 角川日本地名大辞典 18 福井県